# Fabbrica Italiana Motoveicoli e Rimorchi
Fabbrica Italiana Motoveicoli e Rimorchi war ein italienischer Hersteller von Automobilen und Motorrädern.

## Unternehmensgeschichte
Das Unternehmen aus Mailand begann 1947 mit der Produktion von Automobilen mit dem Markennamen Fimer, die wenig später wieder endete. Anschließend wurden Motorräder mit dem Markennamen Rondine und Lieferwagen gefertigt. 1957 endete die Produktion.

## Fahrzeuge

### Automobile
Der Fimer 250 war ein Kleinstwagen. Der Zweizylinder-Zweitaktmotor mit 250 cm³ Hubraum und 7 PS Leistung war im Heck montiert und trieb die Hinterräder an. Das Getriebe verfügte über drei Gänge. Die bauartbedingte Höchstgeschwindigkeit war mit 65 km/h angegeben. Das Fahrzeug hatte vier Räder, wobei die hintere Spurweite geringer war als die vordere. Die offene Karosserie hatte weder Türen noch ein Verdeck. Bis März 1948 entstanden 50 Exemplare. Auf der Mailänder Mustermesse von 1948 wurde der Super Vetturetta als Nachfolger vorgestellt. Größter Unterschied waren die beiden seitlichen Türen. Bis 1950 entstanden 250 Exemplare.

### Lieferwagen
Die Dreirad-Lieferwagen wurden von einem Motor mit 250 cm³ Hubraum angetrieben.

### Motorräder
Die Leichtmotorräder mit dem Markennamen Rondine verfügten über Motoren mit 125 cm³ Hubraum.